# Sidi Ghanem (kommun i Chichaoua)
Sidi Ghanem (franska: Sidi Ghanem (CR), Sidi Ghanem (Commune Rurale), arabiska: واد البور) är en kommun i Marocko.   Den ligger i provinsen Chichaoua och regionen Marrakech-Safi, i den centrala delen av landet, 400 km sydväst om huvudstaden Rabat. Antalet invånare är 8 665.